# Pays d'Ussel
Le pays d'Ussel est un pays traditionnel de France situé dans le Limousin, à l'est du département de la Corrèze.

## Géographie

### Situation
Cette région est située autour de la ville d'Ussel, elle occupe la partie est du plateau de Millevaches. Les régions naturelles voisines sont, à l'ouest et au nord la Montagne limousine, à l'est les Combrailles et l'Artense et  au sud la Dordogne limousine.